# Andrej Devjatkin
Andrej Aleksejevitsj Devjatkin (Russisch: Андрей Алексеевич Девяткин) (Moskou, 7 oktober 1980) is een Russisch schaker. Hij is sinds 2008 een grootmeester (GM).

## Schaakcarrière
- juli 2005: deelname aan het grootmeestertoernooi Viking 2005, in Sint-Petersburg. Michail Brodsky won met 6.5 pt. uit 10; Devjatkin werd tweede, eveneens met 6.5 pt., terwijl Igor Zacharevitsj derde werd, eveneens met 6.5 pt.; de beslissing viel dus na de tiebreak.
- 2007: gedeeld 1e-9e met Alexei Fedorov, Vladimir Potkin, Aleksej Aleksandrov, Viacheslav Zakhartsov, Alexander Evdokimov, Denis Khismatullin, Jevgeni Tomasjevski en Sergei Azarov bij het Aratovsky Memorial in Saratov[1]
- 2008: gedeeld 1e-8e met Vugar Gashimov, David Arutinian, Sergej Fedortsjoek, Konstantin Chernyshov, Yuriy Kryvoruchko, Vasilios Kotronias en Erwin l'Ami bij het Cappelle-la-Grande Open toernooi in het Franse Kapelle[2]
- 2009: gedeeld 5e-10e met Chakkravarthy Deepan, Georgy Timoshenko, Sundar Shyam, Saidali Yuldashev en Shukhrat Safin bij de Mumbai Mayor's Cup[3]
- 2009: gedeeld 1e-5e met Sergej Volkov, Andrey Rychagov, Hrant Melkumyan and Zhou Weiqi in het Chigorin Memorial[4]
- 2011: winst bij de Doeberl Cup in Canberra (Australië)[5]
- 2012: gedeeld 2e-4e met Ziaur Rahman en Attila Czebe bij de Mumbai Mayor's Cup[6]
- 2018: winst van het OSS International in Oslo[7][8]